# Anna & Kristina's Beauty Call
Anna & Kristina's Beauty Call är en kanadensisk TV-serie som sänds på kanalen W Network. Delar av programmet filmas i Vancouver, British Columbia, och andra delar i Los Angeles, New York och Toronto. Seriens värdar Anna Wallner och Kristina Matisic har tidigare varit värdar för The Shopping Bags och Anna & Kristina's Grocery Bag.